# 前後

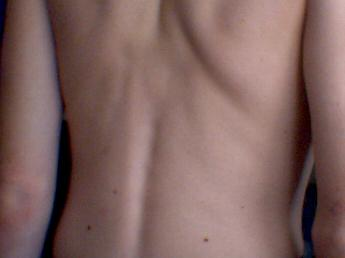
背中はヒトの体の後側にある

前後（ぜんご・まえうしろ）とは、六方位（六方）の名称の一つで、縦や奥行を指す方位の総称。この内、進む方向を前（まえ）、これと対蹠に退く方向を後（うしろ）という。
古くは「まへ」・「しりへ」とも呼ばれた。「へ」は方向を指し、「まへ」は目の方向、「しりへ」は背の方向である。

## 相対的意味
平面上の地図においては、北を前、東を右とすることが一般的である。しかし、観測点の位置により、四方における左右前後と東西南北は相対的に異なる。
平面の方向では、縦は「前後」ではなく「上下」を指す事が多いが、これは前後と平行する方向に立てた時の称である。
立体では、「前後」が縦や奥行で、上下が高さや深さを意味するように、前後と上下の概念も相対的に異なる。例えば、「右上」という表現は、前後と平行する方向に立てた時の称であり、上下と平行する方向に置いた時には「右前」となる。
鏡は一般に左右を反転すると言われるが、水平の鏡面上に立つ所を想像すれば判る通り、鏡は鏡面に垂直な方向を反転する作用を持つ。故に、鏡を正面から見る時、鏡は前後を反転していると考えることができる。
```
　　　　       ｜　   ＼
　　　　　      |　　　　 ＼
　　　　　      |　　         ＼
  (上)　　　　 |　　　   (上)  ＼
    Z　         |　　　     Z'　　  ＼
   ↑　　　　  |　　　　  ↑          ＼
   ｜      Y   |   Y'　　 ｜鏡　        |
観○―→   ｜   ←─○像　　      |
測　＼　(前) | (前)　　　＼　        ｜
者　　 X　　　＼　　　　　   X'　      |
　　　 (右)        ＼　　　　 (右)　    |
　　　　　　　　　　　＼　　　          ｜
　　　　　　　　          ＼　           ｜
　　　　　　　　　　         ＼　　　　 ｜
　　　　　　　　　　　　        ＼　　  ｜

　 観測者の前に鏡面を置いた状態
　 （観測者の右上後方から見た図）

```

目の前に真正面に置いた鏡による鏡像は、上の図の通り物理的には前後を反転させるが左右は反転させない。日常では目の前でこちらを向いている人と自分とでは左右が反転するはずなのに、鏡で自分の姿を写したときに見える鏡像は、物理的には前後だけが反転するものの左右は反転しない。このことが逆に左右が反転するものと一般に認知されているのである。つまり、自分が右手を動かすと鏡像は左手を動かすというように認知してしまうのである。上下が重力方向で決まるのに対し、左右は基準となる人や物の向きによって相対的に決まる概念であるため、上下反転とは認知されず、左右反転と認知されているのである。
観測者と鏡像との関係は、直交座標系の右手系と左手系の関係と同じである。つまり、観測者の右方向をX軸、前方向をY軸、上方向をZ軸とすれば、右手系直交座標系となる。これに対し鏡像の方は左手系直交座標系となり、鏡像の右方向をX'軸、前方向をY'軸、上方向をZ'軸とすると、YとY'が逆方向になるだけで、XとX'、ZとZ'は同じ方向となる関係である。
観測者（実像）と鏡像の関係にあるのは鏡によるものだけではない。例えばテレビやパソコンなど、人が面と向かって使用する道具は鏡像と同じように、使用者に対して前後が逆転している。ステレオテレビやパソコンの右スピーカは使用者と同じ右側についており、使用者と左右は一致している。もちろん上下は使用者と同じ方向である。ところが、テレビやパソコンの前方向は使用者に対面する方向、つまり、使用者にとっての後ろ方向である。

### 時間軸の前後
時間においては、「話が前後する」「…する前」「…した後」「以前に言ったように」「後回し」「前近代」「後三年の役」というように、早い方を「前（先）」、晩い方を「後」として示す。英語で「時間軸が前の」「優先する」「先んずる」を意味する"anterior"の原義は「前方の」、「時間軸が後の」「劣後する」「後れる」を意味する"posterior"の原義は「後方の」である。
これとは逆に、「時の流れが後を向いている」「これから先」というように、早い方を「後」、晩い方を「前（先）」として示す場合もある。

## 進行方向
人は目で確認し、そちらに足を踏み出して歩くのが標準である。従って目の向く方向、同時に爪先のある方向が前である。しかしながらやや困難ではあるが、後ろに向かって歩くことも可能である。その場合、通常に後ろが進行方向であるが、それに応じてこちらを前と言い換えることはない。その場合、後退という。それと区別する意味で前に進むことを前進という。他にも自動車や自転車など、基本的な進む方向は決まっているが，後ろにも進める場合、前進と後退を用いる。このように「進む」は前方への移動を「退く」は後方への移動を示す。後進は、同方向へ、遅れて移動するものを指す。ちなみに第二次世界大戦後半、日本軍部は退却と言いたくないために転進という語を使用した。

## 日本における地名
令制国時代の旧国名に「前」「後」が付く場合、京に近いか遠いかを示す。（括弧内は概ね該当する現在の県域）
- 京に近い越前国（福井県北部）とその先の越後国（新潟県）
- 京に近い備前国（岡山県東部）とその先の備後国（広島県東部）
- 京に近い豊前国（福岡県東部と大分県北部）とその先の豊後国（大分県中南部）
- 京に近い筑前国（福岡県西部）とその先の筑後国（福岡県南部）
- 京に近い肥前国（佐賀県と長崎県）とその先の肥後国（熊本県）

また、京に近い地域では、京を基準にその後背地域に「後」を付す。
- 京に近い「丹地方」（丹波国（京都府中部内陸地方））とその後背地域である丹後国（京都府北部沿岸地方）
- 奈良時代の都であった「平城京」と、平城山の後背地域である山後（＝山背＝山城国。現在の京都府南部）

## 日本の名字
- 前
  - 前登志夫
  - 前みち子

- 後
  - 後房雄
  - 後勝 (軍人)